# Крейчи, Вит
Вит Кре́йчи (чеш. Vít Krejčí; род. 19 июня 2000[…], Страконице) — чешский профессиональный баскетболист, играющий на позиции разыгрывающего защитника. Выступающий за клуб НБА «Атланта Хокс». На драфте НБА 2020 года был выбран под 37-м номером командой «Вашингтон Уизардс».

## Профессиональная карьера

### Сарагоса (2017—2021)
5 марта 2017 года Крейчи дебютировал в профессиональном баскетболе в матче против Фуэнлабрады. 17 апреля 2020 года Крейчи выставил свою кандидатуру на драфт НБА 2020 года.

### Оклахома-Сити Тандер (2021—2022)
Крейчи был выбран под 37-м номером на драфте НБА 2020 года командой «Вашингтон Уизардс». 19 ноября 2020 года был обменян в «Оклахома-Сити Тандер» вместе с Адмиралом Скофилдом на Кассиуса Уинстона и выбор во втором раунде драфта 2024 года.
28 января 2021 года он подписал контракт с «Оклахома-Сити Блю», фарм-клубом «Тандер» в Джи-Лиге НБА, где он проходил реабилитацию после травмы передней крестообразной связки, полученной в «Сарагосе».
2 сентября 2021 года Крейчи подписал многолетнее соглашение с «Тандер».

### Атланта Хокс (2022—2023)
27 сентября 2022 года Крейчи был обменян в «Атланта Хокс» на Мориса Харклесса и выбор во втором раунде драфта.
16 августа 2023 года Крейчи был отчислен «Хокс».

### Айова Вулвз (2023)
14 сентября 2023 года Крейчи подписал контракт с командой «Миннесота Тимбервулвз», но 19 октября от него отказались. Десять дней спустя он присоединился к «Айова Вулвз».

### Возвращение в «Атланта Хокс» (2023—настоящее время)
22 декабря 2023 года Крейчи вновь подписал двусторонний контракт с «Хокс». 13 июля 2024 года Крейчи подписал четырехлетний контракт с «Хокс».

## Статистика

### Статистика в НБА
| Сезон                                                                                    | Команда  | Регулярный сезон | Регулярный сезон | Регулярный сезон | Регулярный сезон | Регулярный сезон | Регулярный сезон | Регулярный сезон | Регулярный сезон | Регулярный сезон | Регулярный сезон | Регулярный сезон | Серия плей-офф | Серия плей-офф | Серия плей-офф | Серия плей-офф | Серия плей-офф | Серия плей-офф | Серия плей-офф | Серия плей-офф | Серия плей-офф | Серия плей-офф | Серия плей-офф |
| Сезон                                                                                    | Команда  | GP               | GS               | MPG              | FG%              | 3P%              | FT%              | RPG              | APG              | SPG              | BPG              | PPG              | GP             | GS             | MPG            | FG%            | 3P%            | FT%            | RPG            | APG            | SPG            | BPG            | PPG            |
| ---------------------------------------------------------------------------------------- | -------- | ---------------- | ---------------- | ---------------- | ---------------- | ---------------- | ---------------- | ---------------- | ---------------- | ---------------- | ---------------- | ---------------- | -------------- | -------------- | -------------- | -------------- | -------------- | -------------- | -------------- | -------------- | -------------- | -------------- | -------------- |
| 2021/22                                                                                  | Оклахома | 30               | 8                | 23,0             | 40,7             | 32,7             | 86,4             | 3,4              | 1,9              | 0,6              | 0,3              | 6,2              | Не участвовал  | Не участвовал  | Не участвовал  | Не участвовал  | Не участвовал  | Не участвовал  | Не участвовал  | Не участвовал  | Не участвовал  | Не участвовал  | Не участвовал  |
| 2022/23                                                                                  | Атланта  | 29               | 0                | 5,7              | 40,5             | 23,8             | 50,0             | 0,9              | 0,6              | 0,2              | 0,0              | 1,2              | Не участвовал  | Не участвовал  | Не участвовал  | Не участвовал  | Не участвовал  | Не участвовал  | Не участвовал  | Не участвовал  | Не участвовал  | Не участвовал  | Не участвовал  |
|                                                                                          | Всего    | 59               | 8                | 14,5             | 40,7             | 31,1             | 83,3             | 2,2              | 1,3              | 0,4              | 0,2              | 3,8              | Не участвовал  | Не участвовал  | Не участвовал  | Не участвовал  | Не участвовал  | Не участвовал  | Не участвовал  | Не участвовал  | Не участвовал  | Не участвовал  | Не участвовал  |
| Наведите курсор мыши на аббревиатуры в заголовке таблицы, чтобы прочесть их расшифровку. |          |                  |                  |                  |                  |                  |                  |                  |                  |                  |                  |                  |                |                |                |                |                |                |                |                |                |                |                |